# Sandy Hook
|  | Per a altres significats, vegeu «Sandy Hook (Connecticut)». |

Sandy Hook és una població dels Estats Units a l'estat de Kentucky. Segons el cens del 2000 tenia 678 habitants.

## Demografia
Segons el cens del 2000, Sandy Hook tenia 678 habitants, 292 habitatges, i 167 famílies. La densitat de població era de 275,6 habitants/km².
Dels 292 habitatges en un 27,1% hi vivien nens de menys de 18 anys, en un 36% hi vivien parelles casades, en un 18,8% dones solteres, i en un 42,8% no eren unitats familiars. En el 41,8% dels habitatges hi vivien persones soles el 18,5% de les quals corresponia a persones de 65 anys o més que vivien soles. El nombre mitjà de persones vivint en cada habitatge era de 2,13 i el nombre mitjà de persones que vivien en cada família era de 2,9.
Per edats la població es repartia de la següent manera: un 23,5% tenia menys de 18 anys, un 8,4% entre 18 i 24, un 22,1% entre 25 i 44, un 20,8% de 45 a 60 i un 25,2% 65 anys o més.
L'edat mediana era de 42 anys. Per cada 100 dones de 18 o més anys hi havia 60,2 homes.
La renda mediana per habitatge era de 14.313 $ i la renda mediana per família de 21.071 $. Els homes tenien una renda mediana de 40.417 $ mentre que les dones 22.031 $. La renda per capita de la població era de 13.278 $. Entorn del 28,2% de les famílies i el 31,2% de la població estaven per davall del llindar de pobresa.

## Poblacions properes
El següent diagrama mostra les poblacions més properes.